# Бургундия
Вижте пояснителната страница за други значения на Бургундия.
 Тази статия е за историческата област.  За херцогството върху част от нейната територия вижте Бургундско херцогство.  За съвременния административен регион вижте Бургундия (регион).
Бургундия е историческа област в Западна Европа, наречена на германското племе бургунди. През различни периоди от историята с това име са наричани различни територии от днешна Югоизточна Франция до Нидерландия.

## История
Бургундите са един от германските народи, запълнили властовия вакуум, останал след срива на Западната Римска империя. През 411 г. те пресичат Рейн и създават кралство с център във Вормс. След многократни сблъсъци с римляни и хуни, Бургундското кралство заема днешните гранични земи между Швейцария, Франция и Италия. През 534 франките побеждават Годомар, последният крал на бургундите и включват земите му в своята държава.
Историческата област Бургундия се образува след разпадането на Франкската империя. След края на династичните междуособици в края на 80-те години на 9 век остават три области, наречени Бургундия: кралството Горна Бургундия около Женевското езеро, кралството Долна Бургундия в Прованс и херцогство Бургундия в днешна Източна Франция. Двете кралства са обединени през 937 в Кралство Бургундия и включени в Свещената Римска империя през 1032 при император Конрад II. Херцогството е анексирано от френския трон през 1004, но не след дълго е дадено като апанаж на по-малкия син на крал Робер II.
По време на Стогодишната война френският крал Жан II наследява Бургундия след смъртта на последния капетингски херцог. Той дава херцогството на четвъртия си син Филип. Не след дълго херцогството се превръща в основен съперник на френския трон, като херцозите успяват да създадат, най-вече чрез династични бракове, империя, простираща се от Швейцария до Северно море. Бургундската държава се състои от множество владения от двете страни на границата между Френското кралство и Германската империя, като икономическото му ядро е Нидерландия, най-вече Фландрия и Брабант. Дворът на херцозите в Дижон засенчва френския, както в икономическо, така и в културно отношение.
В края на 15 и началото на 16 век Бургундия се превръща в основа за издигането на Хабсбургите, след като Максимилиан Австрийски наследява короната. През 1477 последният херцог Шарл Дръзки е убит, а наследството му е поделено между Франция и Максимилиан, женен за единствената дъщеря на Шарл.